# Танцуренко, Василий Дмитриевич
Василий Дмитриевич Танцуренко (5 марта 1913, Прилуки, Никольск-Уссурийский уезд, Приморская область, Российская империя — 5 марта 1943, Тарановка, Змиёвский район, Харьковская область, СССР) — красноармеец Рабоче-крестьянской Красной Армии, участник Великой Отечественной войны, Герой Советского Союза (1943).

## Биография
Родился 5 марта 1913 года в селе Прилуки (ныне — Хорольский район Приморского края). До призыва в армию работал в совхозе, затем матросом в Дальневосточном морском пароходстве. В 1937—1940 годах проходил службу в Рабоче-крестьянской Красной Армии. В апреле 1942 года  был повторно призван в армию. Первоначально служил в Амурской военной флотилии, но уже в том же году был направлен на фронт Великой Отечественной войны. К марту 1943 года гвардии красноармеец Василий Танцуренко был стрелком 78-го гвардейского стрелкового полка 25-й гвардейской стрелковой дивизии 6-й армии Юго-Западного фронта.
2—6 марта 1943 года в составе своего взвода, которым командовал лейтенант Широнин, участвовал в отражении контратак немецких танковых и пехотных частей у железнодорожного переезда на южной окраине села Тарановка Змиёвского района Харьковской области Украинской ССР. В тех боях он погиб. Похоронен в братской могиле на месте боя.
Указом Президиума Верховного Совета СССР «О присвоении звания Героя Советского Союза начальствующему и рядовому составу Красной Армии» от 18 мая 1943 года за «образцовое выполнение боевых заданий командования на фронте борьбы с немецкими захватчиками и проявленные при этом отвагу и геройство» был удостоен посмертно высокого звания Героя Советского Союза. Также посмертно был награждён орденом Ленина.